# Kopa (Kõrgessaare)
Kopa – wieś w Estonii, w prowincji Hiuma, w gminie Kõrgessaare.
W 2012 roku wieś liczyła 14 mieszkańców; w październiku 2010 i w grudniu 2009 – 13.